# Římské výtvarné umění

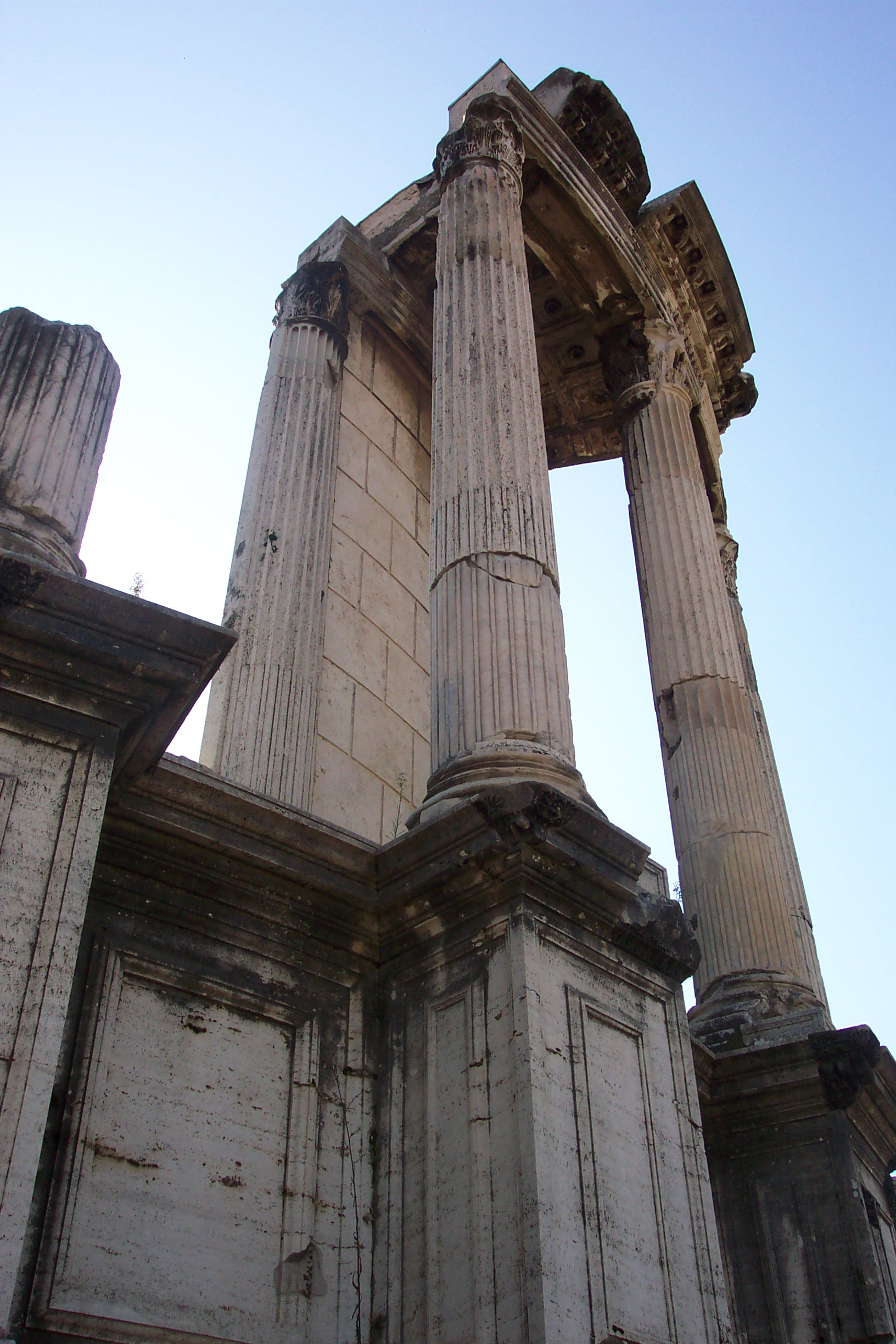
Vestin chrám na římském Fóru

Římské výtvarné umění jsou hmotné umělecké projevy vytvořené Římany, jejichž styl vznikl asimilací mnoha uměleckých forem jiných národů kolem Středomoří. Vrchol římského umění začal v dobách kolem Kristova narození a trval asi 400 let.

## Původ
Římské umění vzniklo na základě kultury dávných usedlých obyvatel západního Středomoří, celkem chudé a střízlivé kultury (Indoevropských) Italiků, kteří přišli ve 2. tisíciletí př. n. l., a kultury Etrusků, jež byla z velké části převzata Římany. Řecká architektura, malba a sochařství sloužily pro všechny oblasti římského umění jako vzor.

## Architektura
Římská architektura byla po dlouhou dobu kopií řecké architektury. Samostatně se rozvíjela od konce římské republiky a obohatila Středomoří četnými typy budov:
- Termy (vyhřívané lázně) s kopulí nad vodní nádrží.
- Chrám - jako pravoúhlá budova podle řeckých chrámů, ale uspořádaná směrově, podle hlavní osy, s otevřeným schodištěm a sloupovou předsíní na přední straně. Kruhové chrámy jako Pantheon byly zaklenuty.
- Divadlo - obvykle navržené jako amfiteátr s křížovými klenbami (řecký amfi = dva).
- Triumfální oblouk - krátká valená klenba byla doplněna (konstrukčně nepotřebnými) sloupy a architrávy.
- Bazilika - sloužila jako soud nebo tržnice a byla zde zvýšená střední loď se 2 nebo 4 bočními loďmi oddělenými řadami sloupů a půlkruhová apsida. Tento stavební systém byl později používán pro chrámové stavby.
- Inženýrské stavby - mosty, akvadukty (vodovody), viadukty, opevnění, silnice.

Ve druhém století před naším letopočtem bylo vynalezeno lité zdivo, ve kterém byly zděny pouze vnější skořepiny a jádro vyléváno tzv. římským betonem, směsí malty a lomového kamene s latinským názvem opus caementitium (opus = práce nebo stavba a caementitium = přídavné materiály a kámen). Starověká architektura tím dostala téměř neomezené možnosti nejen pro inženýrské stavby. Tímto způsobem by bylo možné realizovat dříve nedosažitelnou výšku budov, vícepodlažní stavy, jakoukoli strukturu zdí i široké válcové klenby a kupole pro velké místnosti bez vnitřních podpěr. Bez této technologie by nebylo možné si představit komplexy, jako jsou císařské lázně (Caracallovy lázně a Diocletianovy lázně), paláce, vily ani kupolovitou budovu Pantheonu. Použití mramoru jako základního stavebního materiálu díky nové architektonické svobodě postupně ztratilo na významu.

### Konstrukce a design
O budovách ze staršího období víme málo. Velké veřejné budovy sestávaly z kvádrů, které byly pokládány na sebe bez použití malty. Pro soukromé domy se používala konstrukce ze dřeva a vzduchem sušených cihel. Až do konce republiky se používaly vepřovice. V posledním předkřesťanském století byly nahrazeny cihlami spolu s mramorem nebo malovanou štukou jako obkladem stěn. Římský dům s axiální sekvencí vstupu, atria, tablina a okolních obytných místností byl v 1. století před naším letopočtem obohacen řeckými prvky - peristylem, exedrou, lodžií a řadou dekorací (např. sochy, fontány, kamenné stoly, nástěnné malby, zahradní výsadba), které - poprvé ve starověku - vytvořily romanticky laděnou kompozici. V případě vil a paláců strukturální a vizuální spojení s okolní krajinou uspokojilo touhu po větším prostoru.
Stejně jako v soukromých domech se i ve veřejných budovách stále více rozvíjel luxus. Stylisticky toto období navázalo na helénistickou architekturu, ale volněji pojatou. Vznikaly samostatné konstrukce s oblouky a klenbami, etruské valené klenby nebo křížové klenby a obrovské kopule; ta v Pantheonu v Římě dosahuje průměru 43 m. Kromě oblouků a kopulí se kvůli dekorativnímu efektu stále používaly i řecké sloupy, trámoví a štíty, ale byly přepracovány, rozšířeny a bez ohledu na stylistickou jednotu byly doplněny nové prvky, jako je složená hlavice. V konstrukci se přednostně používaly etruské prvky (klenby), zatímco exteriér byl velmi ovlivněn řeckou architekturou. Sloupy často sloužily pouze jako prvky fasád nebo jako jejich obklady. Toskánský sloup byl kratší formou dórského sloupu, složené hlavice kombinovaly korintské a iontové prvky. Dalšími charakteristickými rysy římské architektury byly polosloupy a pilastry, sloupové oblouky a sloupové arkády.

### Veřejné budovy
Augustus zahájil období velkých stavebních projektů přeměnou tehdy prázdného Martova pole v architektonickou lahůdku. Následovaly císařské paláce na Palatinu (Domus Tiberiana); Nero stojí za masivní stavbou Zlatého domu a novou výstavbou Říma po požáru. K výstavbě Kolosea došlo v době Titově a k vybudování palácového komplexu na Palatinu v Domitianově (Domus Flavia, Domus Augustana). Za Traiana vzniklo fórum pojmenované po něm s jeho vysokým sloupem. Hadrián stavěl ve městě i mimo něj, z jeho staveb je nejrozsáhlejší Hadriánova vila poblíž Tivoli napodobující styl slavných řeckých a egyptských budov. Budovy Antonina Pia a Marka Aurelia dovršují rozkvět římské architektury. Ani jejich nástupci však nepostrádali nadšení pro stavbu, o čemž svědčí obrovský komplex termálních Caracallových lázní a další velké budovy, zejména ve východních provinciích. Od doby Diokleciána si římská architektura sice udržovala technickou úroveň, ale co se týče designu začal úpadek, který, jako například u Konstantinova oblouku, byl vyjádřen ve stále častějším opakování toho, co zde již bylo. Vývoj rodící se křesťanské architektury vykazuje v této době stejnou tendenci.
Velká většina dochovaných staveb jsou užitkové budovy, v nichž římská architektura podala svůj nejdůležitější výkon, zatímco stavba chrámů ustoupila do pozadí. Chrámy jsou obvykle obdélníkové budovy skládající se z otevřeného pronaosu obklopeného sloupy a z uzavřené celly. Kromě pravoúhlých chrámů existují také chrámy kruhového půdorysu (Pantheon, Vestin chrám a Chrám Hercula Vítěze v Římě a Vestin chrám v Tivoli ). Pouze Hadriánův Chrám Venuše a Romy na Via Sacra v Římě navenek ukazuje tvar řecké budovy bez hlavní osy s prstencovou halou a víceúrovňovou podpůrnou stavbou. Římský chrám je naopak uspořádán zřetelně axiálně. Zepředu vede široké otevřené schodiště k pódiu se sloupovou předsíní; za ním je cella, která je otevřena pouze dopředu. Na bocích a na zadní straně chrámu byly většinou jen polosloupy. Tvary a proporce budovy jsou založeny na výběru řádu sloupoví (dórský-toskánský, ionský, korintský). Nejčastěji byl používán korintský řád, jehož umělecký design lze nalézt na příkladech z různých dob (chrám Marta Ultora, sloupy z Aedes Castoris a z Chrámu Vespasiana a Tita na Římském fóru, Chrám Antonina Pia a Faustiny atd.). Pro celkový dojem celku měl rozhodující význam bohatý exteriér a interiér, navržený z mramoru, žuly nebo polychromované štuky.

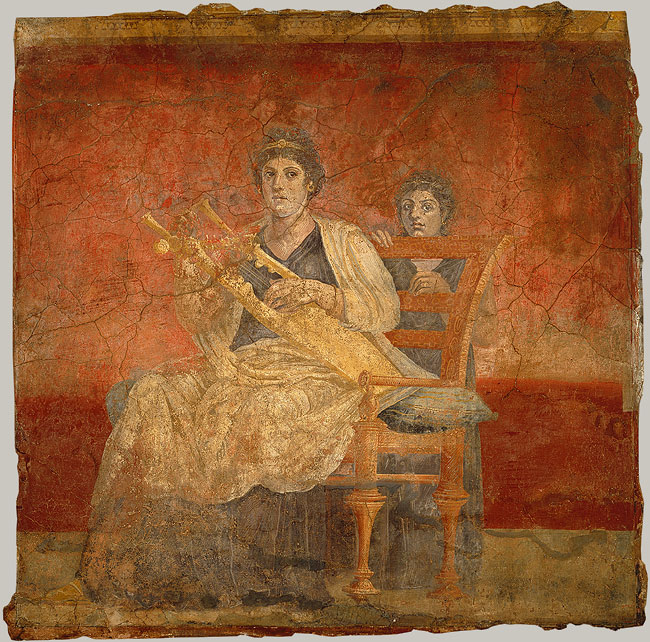
Freska z vily v Boscoreale

## Malba
V raných dobách přišli řečtí malíři nejen do Etrurie, ale také do Říma. Například Damophilos a Gorgasos vyzdobili nástěnnými malbami Cereřin chrám, postavený roku 493 před naším letopočtem. Práce jednotlivých řeckých malířů v Římě je doložena také z následujících století. Protože však žádná díla z tohoto období nepřežila, není nic známo o vlivu jejich umění na místní malíře.

### Panelové obrazy
Situace se změnila v době, kdy Řím přišel do přímého kontaktu s řeckou kulturou prostřednictvím válek v Orientu. Stejně jako u sochařských děl se Řím nyní zdobil mistrovskými díly největších řeckých malířů. Již ze třetího století před naším letopočtem jsou doloženy deskové obrazy. nošené v triumfálních průvodech a veřejně vystavované. Podle existujících popisů se jednalo především o lidové historické malby, které líčily úspěchy generálů, zobrazovaly bitvy, které vyhráli, a popisovaly dobyté země.
Obrazy na dřevě a plátně však jsou ztraceny, takže dnešní znalost římské malby je založena na dekorativních nástěnných malbách z Říma a zejména na freskách zachovaných ve městech zasypaným sopečnými výbuchy, jako jsou Pompeje a Herculaneum pohřbené Vesuvem. Jistě mezi nimi jsou i kopie starších tabulových obrazů, ale touto technikou se barvy ani detaily nedají věrně reprodukovat.

### Dekorativní nástěnná malba
Od 1. století před naším letopočtem se vyvíjel nový styl dekorativní malby na velkých plochách stěn. Celá zeď byla rozdělena do různě zdobených sekcí. Takzvaný první styl se spokojoval s napodobováním barevného mramorového obkladu. Ve druhém stylu římské malby byly přidány architektonické motivy jako sloupy, trámy a vlysy, do kterých byly vloženy scény založené na slavných vzorech. Tento styl byl v 1. století před naším letopočtem velmi populární a malíři v průběhu vývoje dále zvýšili účinek iluzorní výmalbou ve formě falešných oken, která divákovi nabízela smyšlené výhledy do krajiny nebo do soudobých zahrad.

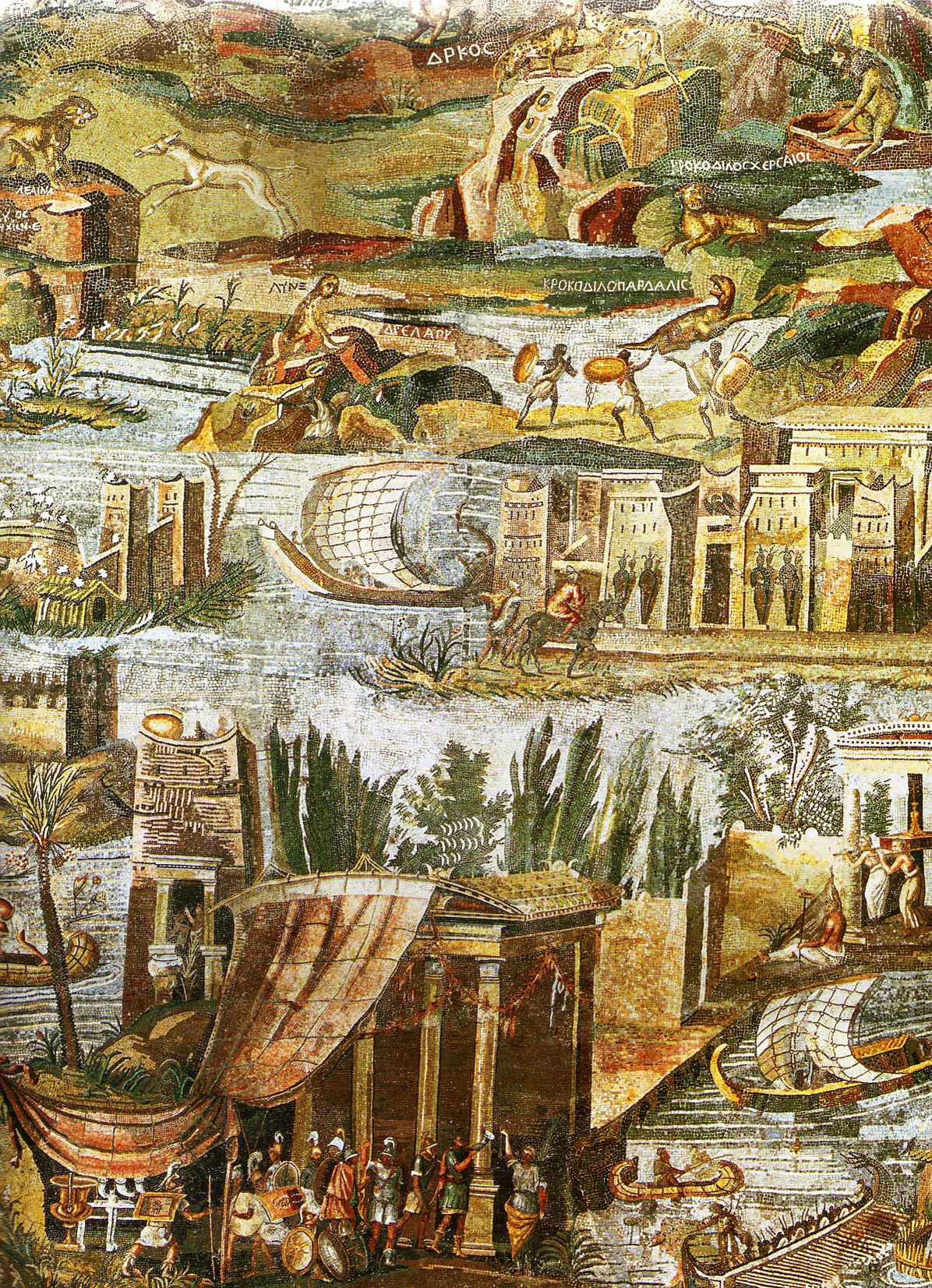
Mozaika Záplavy na Nilu z Praeneste

Současně se objevil další styl, který zacházel se zdí jako s povrchem, místo aby ji prolamoval. V každém širokém poli zdi byla uprostřed zobrazena malá krajina nebo častěji půvabná postava, Amazonka nebo příslušník kmene Arimaspů. Jejich harmonické linie se kombinují s fantastickými architektonickými prvky, neskutečnými sloupy, vlajkami a záclonami, které ohraničují pole. Podle velikosti architektonické kompozice se dnes rozlišuje třetí a čtvrtý styl. Zlatý dům císaře Nera byl zdoben malbami třetího stylu a plochými štukovými reliéfy. Renesanční umělci obdivovali půvabné postavy, které nazývali grotesky, protože byly objeveny v podzemních klenutých prostorách (jeskyních, grotách).
Římská malba již měla vysokou kvalitu, pokud jde o proporce, plasticitu (světlo a stín), perspektivu (úběžný bod) a blednutí vzdálených objektů (prostorová hloubka).
Rané křesťanské umění v západořímském stylu začalo v období 200 až 700 n. l.

### Mozaiky
Výzdoba římských vil a paláců zahrnovala také mozaiky, kterou Sulla při svých kampaních v Řecku pro Římany objevil jako zvláštní typ výtvarné techniky. Technika vytváření vzorů nebo obrazů z mnoha malých kousků kamene nebo skla, případně i papíru nebo tkanin, dosáhla v Římě vrcholu od 1. a 2. století. Dekorativní prvky a figurální reprezentace odvozené z freskové malby se původně objevovaly jako mozaikové koberce na podlahách, později došlo také na stropy a stěny. Počet motivů byl téměř neomezený; jsou doloženy scény z řecké mytologie, z každodenního římského života stejně jako vyobrazení historických událostí, jako je bitva Alexandra Velikého v Pompejích, další je na Délu. Zvláště atraktivní jsou barevná zobrazení krajiny a přírody z Pompejí a Praeneste.

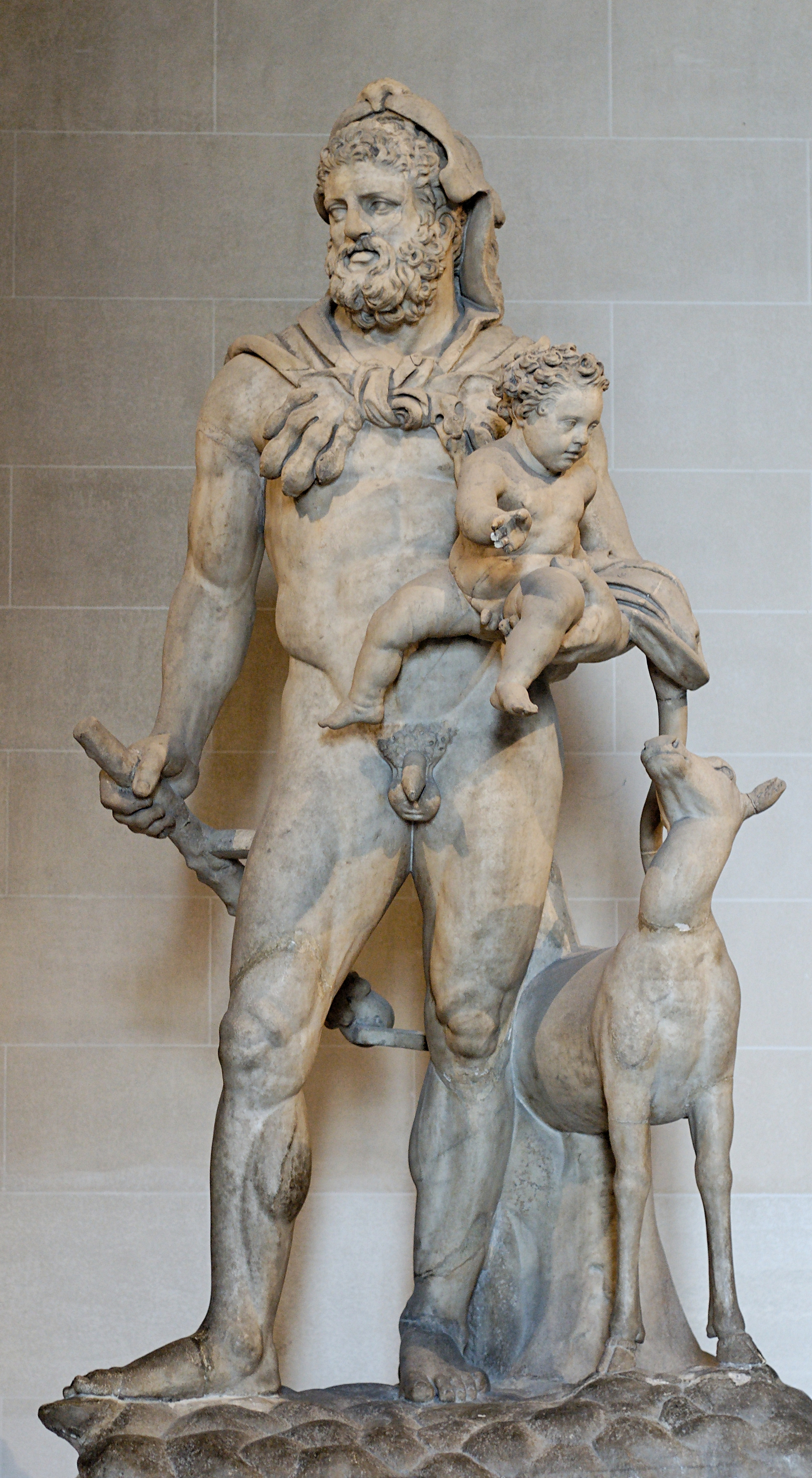
Héraklés a Télefos

## Římské sochařství
Většina soch vytvořených v římských dobách je víceméně volnými kopiemi řeckých originálů. Nezávislým úspěchem římského sochařství jsou sochy a portrétní busty vytvořené na konci republiky. Liší se od řeckých svou věrnou a střízlivou reprodukcí reality, snažící se odrážet skutečný život; s tím spojená individualizace sochařského portrétu dosáhla svého vrcholu pod Augustem.

### Veřejné portrétní sochy
Kromě soukromých sochařských portrétů bylo v Římě už od starých dob obvyklé stavět veřejné sochy zasloužilých mužů. Sochy a busty císařů byly vyráběny ve velkých množstvích, přičemž přirozeně docházelo k idealizaci jejich podoby.
Ale existoval také prostor pro individualizovaný sochařský portrét; císaři byli často zobrazováni jak v mírovém oděvu, tóze, tak v brnění, často na koni nebo na triumfálním voze. Nejkrásnější dochovanou prací tohoto druhu je mramorová socha Augusta ve Vatikánu. Do této kategorie také patří slavná jezdecká socha Marca Aurela na Piazza del Campidoglio v Římě. Jak se stále více zdůrazňovaly individuální rysy, byly nakonec ve 3. století tvořeny portréty, které se nebály ani zpitvoření (Caracalla).

### Historické reliéfy
Pozdní helénistické umění mělo nezávislé pokračování na římské půdě v podobě historického reliéfu na veřejných památkách, triumfálních obloucích a sloupech, které oslavovaly římská vítězství. To platí jak pro obsah zobrazení, tak i pro styl, pro nějž je charakteristické výrazné zvýšení reliéfu, množství a nahloučení postav, dynamická kompozice a vkládání krajinných motivů.

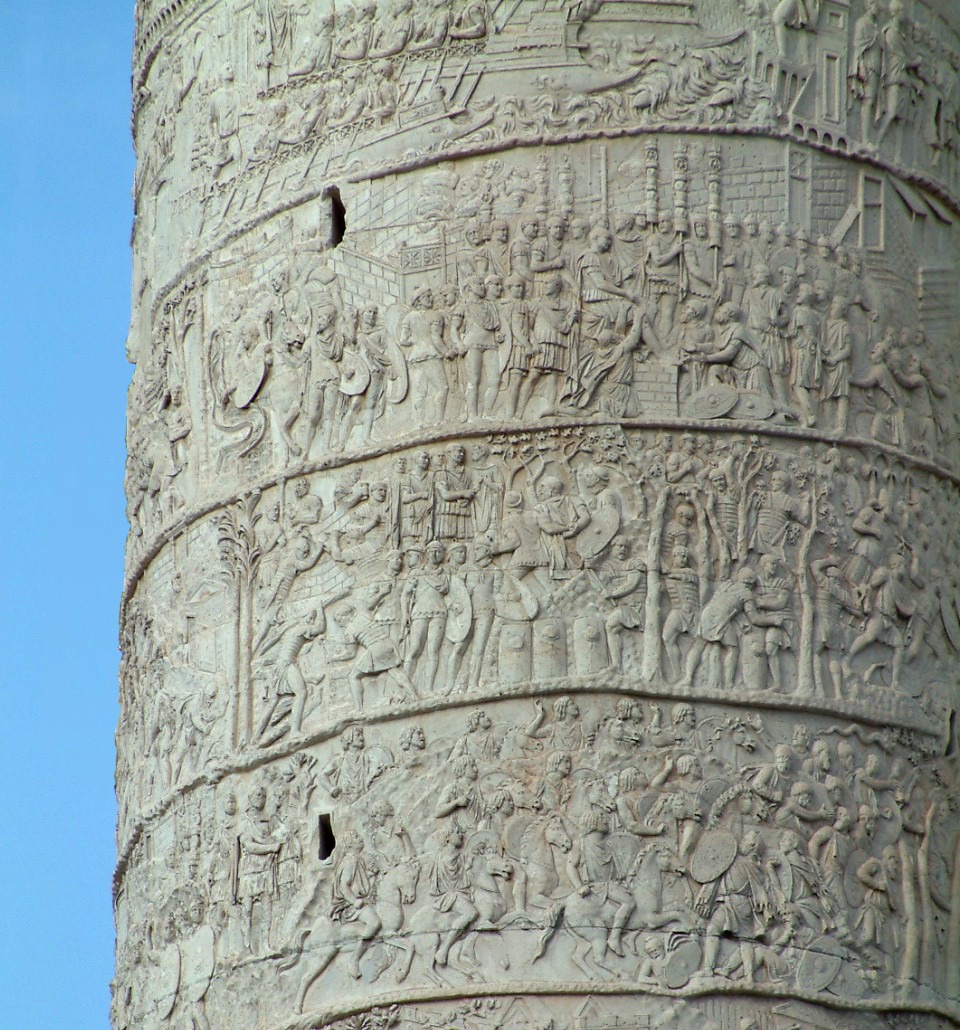
Reliéf na Trajánově sloupu

Tuto změnu ukazuje dvoupodlažní patricijský kenotaf z 1. století v Saint-Rémy-de-Provence (jižní Francie) s velkými bojovými scénami; je to jediné dochované dílo tohoto druhu z doby Augustovy. Následuje reliéf na Titově triumfálním oblouku s vyobrazením císařovy apotheózy a triumfu nad Judskem. Pak Trajánův sloup na Foru Romanu, jehož reliéf spirálovitě obtáčí celý sloup a ukazuje 2500 postav ve scénách vítězství císaře nad Dáky. Sloup Marka Aurelia na Piazza Colonna v Římě je zdoben podobně zalidněnými reliéfy, které se vztahují k markomanským válkám a jsou zajímavé i realistickým vyobrazením Germánů. Poslední větší samostatná práce tohoto druhu, triumfální oblouk Septimia Severa se scénami z válečných tažení kolem Eufratu a Tigridu, pochází z roku 203. Zde již jsou patrné stopy přetížení a neživotnosti, které v následujícím období rychle vedou k úpadku.

### Soukromé plastiky
Oproti veřejným památkám, které zvěčňují historické události, v oblast soukromé sochařské výzdoby zejména v pozdějším císařském období národní římská tradice silně ustoupila do pozadí. Mezi soukromými plastikami alespoň co do počtu převládají funerální plastiky. U sarkofágů, které se dochovaly ve velkém počtu, je velká produktivita umění stále vidět i ve 3. století. Většina z těchto sarkofágů je však umělecky i řemeslně průměrná a existuje jen relativně málo kusů, které jsou umělecky a pečlivě vyvedeny.